# Valentin Crețu (fotbalist)
Valentin Crețu (n. 2 ianuarie 1989, Buzău, România) este un fotbalist român, care joacă pe post de fundaș la FCSB în SuperLiga României. Pe plan internațional, are prezențe la națională pentru România. Și-a început cariera de fotbalist la FC Gloria Buzău sub comanda antrenorului Constantin Mircea.
Crețu a mai fost pregătit o scurtă perioadă de Cezar Georgian Ionescu, profesor de sport la Liceul cu Program Sportiv "Iolanda Balas Soter", însă cea mai mare realizare în timpul junioratului a fost câștigarea turneului internațional din Belgia (Oudenaarde, 2007) pe vremea când era component al grupei 1989–1990 la Gloria Buzău,sub comanda lui Nicolae Anton. Crețu a jucat în Liga I pentru FC Gloria Buzău, apoi a fost transferat la Concordia Chiajna, care l-a împrumutat o perioadă la FC Rapid București. A plecat apoi la CS Gaz Metan Mediaș, pentru care a jucat cea mai mare parte a carierei, cu scurte întreruperi la Energie Cottbus în a treia ligă germană și la ACS Poli Timișoara. După câteva sezoane bune la CS Gaz Metan Mediaș, pe 4 august 2019 semnează cu FCSB pentru 125 de mii de euro.
Cu FCSB, el a câștigat SuperLiga României 2023-2024, Cupa României 2019-2020 și Supercupa României 2024.

## Legături externe
- Profilul lui Valentin Crețu pe Soccerway
- Profil la romaniansoccer.ro